# Redbridge (Metropolitano de Londres)
Redbridge é uma estação do Metro de Londres localizada na Eastern Avenue, no burgo de Redbridge, em Ilford, no nordeste de Londres. A estação faz parte do Hainault Loop, na Central Line e está situada na Zona 4 do sistema tarifário. Foi inaugurada em 14 de dezembro de 1947 como parte da extensão da linha Central, que formou o novo trecho do Hainault Loop.
Em 2018, Redbridge foi classificada como a segunda estação mais acessível financeiramente para se viver, com um custo médio de cerca de £17 000, de acordo com uma pesquisa realizada por uma instituição financeira.

## História
A extensão da linha Central para o leste da Liverpool Street foi proposta pela primeira vez em 1935 pelo London Passenger Transport Board. A estação em Ilford, Redbridge seria uma das três estações no túnel do metrô entre Leytonstone e Newbury Park.

## Serviços e Conexões
A rotas dos ônibus de Londres 66, 145 e 366 e a rota noturna N8 servem a estação.